# Dominancia (genética)

Modo de herencia entre dos portadores de un gen autosómico recesivo y monogénico. Diagrama que muestra las posibilidades de no quedar afectado por el gen recesivo, de quedar afectado, o de ser un portador del mismo.

En genética, la dominancia es una relación entre alelos de un mismo gen, en el que uno enmascara la expresión fenotípica del otro. Debido a ello, son posibles tres combinaciones distintas de alelos —genotipo AA, Aa y aa. Si los individuos homocigóticos AA y aa muestran diferentes formas para una característica y los individuos heterocigóticos Aa son idénticos al fenotipo de los individuos AA, entonces el alelo A se dice que domina, que es dominante o que muestra dominancia sobre el alelo a, y se dice que es recesivo con respecto a A. Es un concepto clave en las leyes de Mendel y en la genética clásica. Muchas veces el alelo dominante fabrica códigos por una proteína funcional mientras el alelo recesivo lo hace
Un ejemplo clásico de la dominancia es la herencia de la forma de la semilla del pisum sativum (chicharro o guisante), la cual se puede ser redondeada y lisa, asociado con el alelo dominante R, o arrugada, que se asocia con el alelo recesivo r. Existen tres combinaciones de alelos (genotipos: RR, Rr, y rr). Los guisantes RR son redondos y los rr son arrugados. En los de Rr el alelo R esconda la presencia del r y por eso ellos también son redondos. Así en este caso el alelo R domina el alelo r, y alelo r es recesivo en cuanto a alelo R.
El concepto de dominancia y recesividad es, en general, relativo. Puede ocurrir que existan más de dos variantes o alelos de un mismo gen. En este caso, un alelo podría ser recesivo con respecto a un segundo alelo, para lo cual necesitaría estar en estado de homocigosis para expresarse, pero dominante con respecto a un tercer alelo.

## Cromosomas, genes y alelos

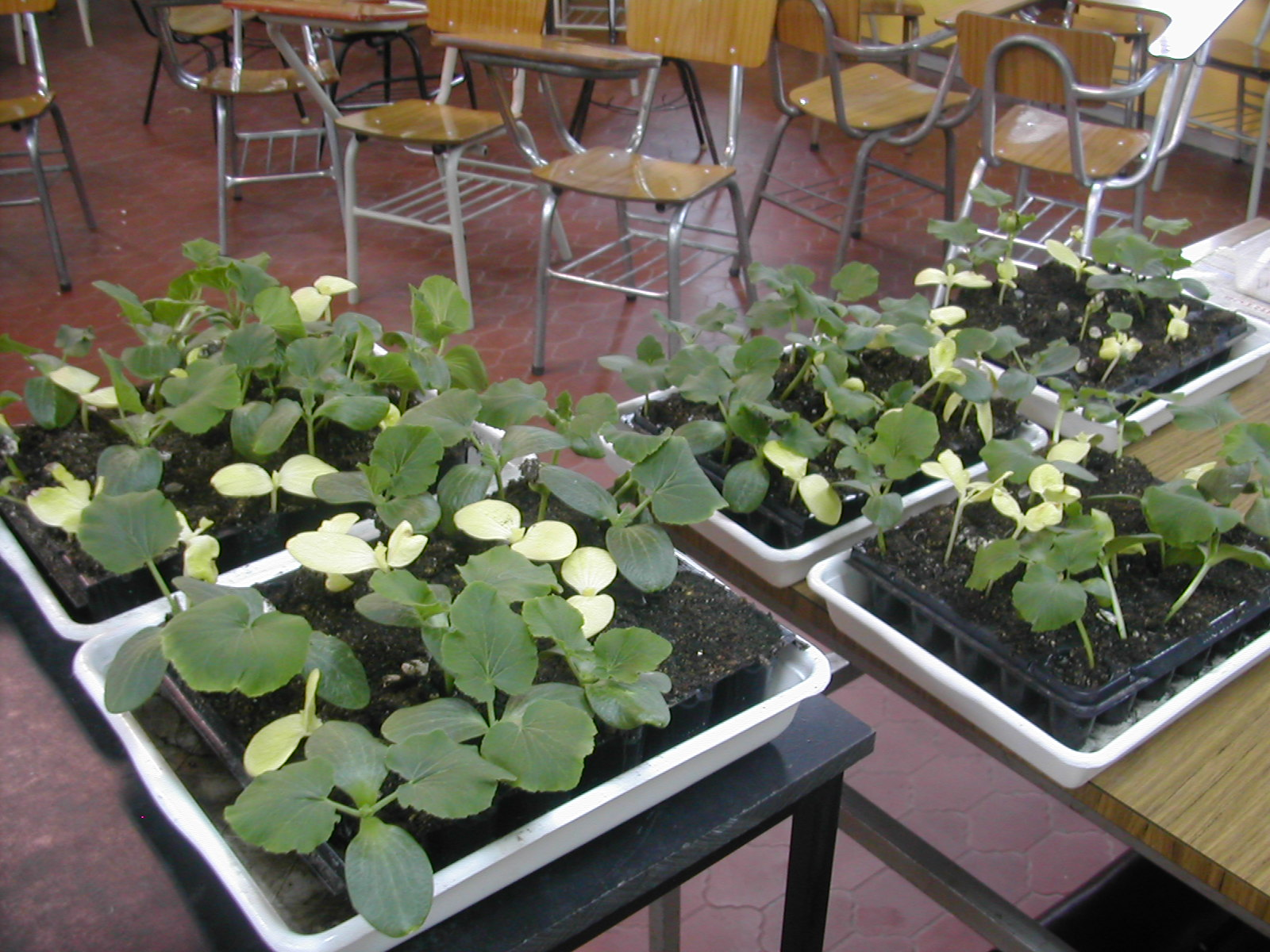
Segregación de un alelo recesivo para color amarillo de plántulas de zapallos.

La mayoría de los animales y algunas plantas tienen pares de cromosomas, se les denominan diploides. Cada cigoto tiene n pares cromosomas alelos, un alelo proviene del óvulo de la madre y el otro del espermatozoide del padre conocidos como gametos los cuales son haploides y se crean durante la meiosis. Luego estos gametos se fusionan durante la fertilización durante la reproducción sexual, formando un nuevo célula singular, llamado un cigoto, el cual se divide dos veces, resultando en un nuevo organismo con el mismo número de cromosomas como cada una de los células de sus padres (aparte de los gametos).
Cada un de los cromosomas de un par homólogo (emparejada) tiene la misma estructura como la otra, y una secuencia de ADN muy semejantes. El ADN en cada cromosoma funciona como una serie de genes discretos que afectan varios rasgos. Cada gen tiene su homólogo correspondiente, lo cual tal vez tiene versiones distintas, que se llaman alelos. El alelo en el mismo locus en dos cromosomas homólogas puede ser idéntico o diferente.
El grupo sanguíneo en los seres humanos se determina con un gen que crea uno de tres tipos: A, B u O, y se localiza en el brazo largo (q) del cromosoma número nueve. Existen tres alelos diferentes de este locus, pero solo dos pueden estar presentes en los individuos, uno heredado de la madre y el otro del padre.
Si dos alelos de un gen son idénticos, se llama el organismo homocigoto y dice que es homocigos con respecto al gen; si en cambio los dos alelos se difieren el organismo se llama heterocigoto y es heterocigos. La estructura genética, o a un locus singular o en todos lados de sus genes colectivos, se llama el genotipo, y lo de un organismo afecta sus rasgos físicos, moleculares y otros rasgos, los cuales se llaman fenotipos. A los loci de genes heterocigos los dos alelos actúan por producir el fenotipo.

## Mendel

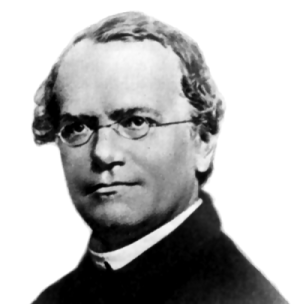
Gregor Mendel.

El concepto de dominancia fue introducido por Gregor Mendel. Si bien Mendel, «El padre de la Genética», introdujo el término en la década de 1860, éste no fue popularizado hasta principios del siglo XX. Mendel observó que para una variedad de rasgos de chicharros, en cuanto a la apariencia de semillas y plantas, existían dos fenotipos discretos; por ejemplo, semillas redondas o arrugadas, semillas amarillas o verdes, flores rojas o blancas, y plantas altas o bajas. Cuando se los cultivó en grupos separados, siempre usando la reproducción sexual, las plantas siempre produjeron los mismos fenotipos; pero cuando se cruzaron líneas que tenían fenotipos distintos, uno y sólo uno de los dos fenotipos parentales apareció en los descendientes (verde, o redondo, o rojo, o alto). Sin embargo, cuando estas plantas híbridas se cruzaron, las plantas descendientes mostraron los dos fenotipos originales, en un radio característico de 3:1, siendo los fenotipos más comunes el de las plantas híbridas parentales. Mendel, entonces, razonó que: (1) Cada padre en el primer cruce fue un homocigoto por alelos diferentes (un padre AA y el otro aa); (2) que cada uno de esos padres contribuyó o aportó un alelo a los descendientes, obteniendo, como resultado, que todos estos híbridos fueron heterocigotos (Aa); donde, (3) uno de los dos alelos en el cruce híbrido, dominó la expresión del otro: A esconde a. Por lo que, (4) El cruce final entre dos heterocigotos (Aa X Aa), produciría descendientes AA, Aa, y aa, en un radio de genotipo 1:2:1, con las primeras dos clases mostrando el fenotipo (A), y la última mostrando un fenotipo (a), produciendo así el radio de fenotipos 3:1.
Finalmente, aclarar que, si bien, Mendel no utilizó los términos gen, alelo, fenotipo, genotipo, homocigoto y heterocigoto, pues estos términos fueron introducidos después, Mendel sí introdujo la notación de letra mayúscula y minúscula para los alelos dominante y recesivo, respectivamente, y que sigue en uso hoy en día.

## Dominancia
En genética el término alelo dominante se refiere al miembro de un par alélico que se manifiesta en un fenotipo, tanto si se encuentra en dosis doble, habiendo recibido una copia de cada padre (combinación homocigótica) como en dosis simple, en la cual uno solo de los padres aportó el alelo dominante en su gameto (heterocigosis).

## Recesividad
Un fenotipo recesivo es todo lo contrario a uno dominante. Los alelos que determinan el fenotipo recesivo necesitan estar solos para poder expresarse. Si estudiamos la misma flor y el color blanco es un fenotipo recesivo de la flor, para encontrar una flor blanca ésta deberá tener únicamente los alelos que determinan su color blanco.
Los alelos recesivos son representados por la letra minúscula del nombre de la característica dominante, por ejemplo, si tuviéramos dos semillas una de color verde y otra de color amarilla, siendo la amarilla dominante, el genotipo recesivo sería (aa), puesto que (a) representa el alelo recesivo.

## Nomenclatura
Por norma general, los caracteres dominantes se indican con una letra mayúscula (A) y los recesivos con una letra minúscula (a). Para ilustrar que un alelo domina sobre otro (un dominante sobre un recesivo) se indica A>a siendo A el alelo dominante y a el alelo recesivo.